# Cryptohelcostizus maculosus
Cryptohelcostizus maculosus är en stekelart som beskrevs av Henry Keith Townes, Jr. 1962. Cryptohelcostizus maculosus ingår i släktet Cryptohelcostizus och familjen brokparasitsteklar. Inga underarter finns listade i Catalogue of Life.